# Plešivec (Alpi Giulie)
Il monte Plešivec con 2.340 m s.l.m. è una cima della Catena Mangart-Jalovec.